# Room 40
Room 40 (englisch für Zimmer 40) war während des Ersten Weltkriegs eine nachrichtendienstliche Abteilung der britischen Admiralität. Er stand damit in der Tradition der „Schwarzen Kammern“. Die Codeknacker von Room 40 befassten sich mit der Entzifferung geheimer Nachrichten des Deutschen Reichs. Die Grundlage bildeten erbeutete Codebücher der Deutschen. Ihr wohl größter Erfolg war die Entzifferung des Zimmermann-Telegramms, die entscheidend zum Kriegseintritt der Vereinigten Staaten beitrug.
1914 gewann Konteradmiral Henry Oliver, Direktor des British Naval Intelligence Department, den schottischen Physiker James Alfred Ewing dafür, eine kryptologische Abteilung aufzubauen, um die Funksprüche der Großfunkstelle Nauen zu entschlüsseln. Die Deutschen waren gezwungen, für ihre Überseekommunikation auf Kurzwellenfunk auszuweichen, da die meisten ihrer Überseekabel bei Kriegsbeginn systematisch unterbrochen wurden. Ewing rekrutierte fähige Kryptologen wie William Montgomery und Nigel de Grey. Nachdem die Abteilung angewachsen war, zog sie im November 1914 in das Zimmer 40 des alten Admiralitätsgebäudes und wurde seitdem Room 40 genannt. Zur Zeit der Entzifferung des Zimmermann-Telegramms beschäftigte sie etwa 800 Funker und 80 Kryptologen und Büroangestellte. Im Oktober 1916 verließ Ewing die Gruppe und neuer Leiter wurde Admiral William Reginald Hall.
Die wichtigsten Codeeinbrüche gelangen aufgrund erbeuteter Dokumente:
- Die Signalbücher (SKM) des am 26. August 1914 auf der Ostseeinsel Osmussaare gestrandeten Kreuzers SMS Magdeburg wurde von den Russen erbeutet und am 13. Oktober wurde eines den Briten übergeben.[1]
- Das Handelsverkehrsbuch (HVB) eines bei Kriegsbeginn in Australien konfiszierten deutschen Dampfers erreichte Ende Oktober Room 40.
- Im Seegefecht vor Texel am 17. Oktober 1914 waren vier deutsche Torpedoboote versenkt worden. Ein britischer Trawler fand am 30. November eine Kiste, die das Verkehrsbuch (VB) eines der Boote enthielt, und leitete es an Room 40 weiter.
- Im März 1915 stahlen die Briten in Persien das Gepäck des deutschen Diplomaten Wilhelm Wassmuss, das ein diplomatisches Codebuch enthielt.

Nach dem Kriegsende wurde Room 40 aufgelöst bzw. mit der Abteilung MI1b des Directorate of Military Intelligence zusammengelegt. Daraus ging später die Government Code and Cypher School hervor. Einige der Mitarbeiter fanden sich in Bletchley Park wieder, wo im Zweiten Weltkrieg deutsche Enigma-Nachrichten entziffert wurden.